# 神奈川県立厚木商業高等学校
神奈川県立厚木商業高等学校（かながわけんりつあつぎしょうぎょうこうとうがっこう）は、神奈川県厚木市王子に所在する公立の商業高等学校。検定・資格取得に力を入れている。通称は厚商（あつしょう）。

## 概要
- 平成24年度入学生までは商業科・情報処理科・国際経済科の3科で募集をしていたが、「総合ビジネス科」設置により各科は平成26年度卒業生の卒業を以て閉科となった。
- 2024年（令和6年）に予定される厚木東高校との統合により、2021年度入学生が厚木商業高校としての最後の卒業生となる予定である[1]。

## 沿革
- 1972年、県央地域唯一の商業高校として開校。
- 2024年閉校

## 著名な出身者
- 三科真澄 - ソフトボール選手（アテネ五輪銅メダリスト、北京五輪金メダリスト）
- 山田恵里 - ソフトボール選手（アテネ五輪銅メダリスト、北京五輪金メダリスト、東京五輪金メダリスト）
- 西山麗 - ソフトボール選手（北京五輪金メダリスト）
- 坂本結愛 - ソフトボール選手
- 加藤優 - 女子プロ野球選手